# Pentti Loivaranta
Pentti Loivaranta (ur. 27 lipca 1926) – fiński żużlowiec, występujący na długim torze, i kierowca wyścigowy.

## Życiorys
W latach 1950–1951 uczestniczył w żużlowych mistrzostwach Finlandii na długim torze. W 1950 roku zajął czwarte miejsce w klasyfikacji końcowej, a rok później był trzeci. Pod koniec 1951 roku rozpoczął uczestnictwo w wyścigach samochodowych, kiedy to zakupił KG Special. Od 1952 roku rywalizował Elhoo. Zajął wówczas drugie miejsce w wyścigu Skarpnäcksloppet. W 1953 roku wygrał zawody w Lappeenranta i Imatra, był ponadto drugi w Djurgårdsloppet i trzeci w  Skarpnäcksloppet. Ponadto wystartował wówczas w wyścigu Niemieckiej Formuły 3 na torze AVUS. W 1954 roku wygrał w Tampere i Lappeenranta, a rok później w Turku. W 1957 roku ponownie wygrał w Lappeenranta, startując Cooperem. W sezonie 1960 wygrał eliminację Fińskiej Formuły 3 w Jyvälskylä. Po 1962 roku zakończył karierę. Jego plany startu Lotusem we Wschodnioniemieckiej Formule Junior w 1963 nie doszły do skutku.